# Poise
El poise (símbolo: P) es la unidad de viscosidad dinámica de presiones por unidad de tiempo del Sistema Cegesimal de Unidades:
1 poise (P) ≡ 1 dina·cm−2 • s
≡ 1 g•(cm•s−2) •cm−2 • s
≡ 1 cm−1• g • s−2 • s ≡ 0,1 Pa·s
Equivale a la una fuerza aplicada sobre unidad de superficie en el CGS , con una pendiente de 1 en función de la unidad de velocidad sobre la de espacio.
Esta unidad recibió su nombre en honor al fisiólogo francés Jean Léonard Marie Poiseuille (véase ley de Poiseuille).
Suele utilizarse con el prefijo centi-: centipoise (símbolo: cP o cps), equivalente a un milipascal segundo (mPa·s).
- Datos: Q2100949